# قسم دار خوين الريفي
قسم دار خوين الريفي (بالفارسية: دهستان دارخوین) هي منطقة سكنية تقع في إيران في القسم المركزي. يقدر عدد سكانها بـ 13,182 نسمة .